# Farsetia fruticans
Farsetia fruticans är en korsblommig växtart som beskrevs av Bengt Edvard Jonsell och Mats Thulin. Farsetia fruticans ingår i släktet Farsetia och familjen korsblommiga växter. Inga underarter finns listade i Catalogue of Life.